# IAAF Label Road Races 2019

Logo

Die IAAF Label Road Races 2019 sind Laufveranstaltungen, die von der IAAF für 2019 das Etikett Gold, Silber oder Bronze erhielten. 

## Gold
| auch Teil des World Marathon Majors |

| Datum  | Veranstaltung                             | Distanz    | Sieger                            | Siegerin                              |
| ------ | ----------------------------------------- | ---------- | --------------------------------- | ------------------------------------- |
| 06.01. | Xiamen-Marathon Xiamen                    | 42,195 km  | Dejene Debela 2:09:26 h           | Medina Armino 2:27:25 h               |
| 20.01. | Houston-Halbmarathon Houston              | 21,0975 km | Shura Kitata 1:00:11 h            | Brigid Kosgei 1:05:50 h               |
| 20.01. | Mumbai-Marathon Mumbai                    | 42,195 km  | Cosmas Kiplimo Lagat 2:09:15 h    | Worknesh Alemu 2:25:45 h              |
| 25.01. | Dubai-Marathon Dubai                      | 42,195 km  | Getaneh Molla 2:03:34 h           | Ruth Chepngetich 2:17:08 h            |
| 27.01. | Osaka Women’s Marathon Osaka              | 42,195 km  | –                                 | Fatuma Sado 2:25:39 h                 |
| 10.02. | Barcelona-Halbmarathon Barcelona          | 21,0975 km | Eric Kiptanui 1:01:04 h           | Roza Dereje 1:06:01 h                 |
| 17.02. | Sevilla-Marathon Sevilla                  | 42,195 km  | Tsedat Abege Ayana 2:06:36 h      | Gutemi Shone Imana 2:24:29 h          |
| 17.02. | Hong Kong Marathon Hongkong               | 42,195 km  | Barnabas Kiptum 2:09:20 h         | Wolha Masuronak 2:26:13 h             |
| 24.02. | Guadalajara-Halbmarathon Guadalajara      | 21,0975 km | Mathew Kipkoech Kisorio 1:01:48 h | Afera Godfay Berha 1:08:53 h          |
| 03.03. | Tokio-Marathon 2019 Tokio                 | 42,195 km  | Birhanu Legese 2:04:48 h          | Ruti Aga 2:20:40 h                    |
| 10.03. | Biwa-See-Marathon Ōtsu                    | 42,195 km  | Salah Eddine Bounasr 2:07:52 h    | –                                     |
| 10.03. | Roma – Ostia Rom – Ostia                  | 21,0975 km | Guye Adola Idemo 1:00:17 h        | Lonah Chemtai Salpeter 1:06:40 h      |
| 10.03. | Nagoya-Marathon Nagoya                    | 42,195 km  | –                                 | Helalia Johannes 2:22:25 h            |
| 17.03. | Seoul International Marathon Seoul        | 42,195 km  | Thomas Kiplagat Rono 2:06:00 h    | Desi Jisa Mokonin 2:23:45 h           |
| 17.03. | Lissabon-Halbmarathon Lissabon            | 21,0975 km | Mosinet Geremew 59:36 min         | Vivian Cheruiyot 1:06:34 h            |
| 31.03. | Chongqing-Marathon Chongqing              | 42,195 km  | Jimma Shambel 2:10:28 h           | Aberu Mekuria Zennebe 2:24:30 h       |
| 06.04. | Prag-Halbmarathon Prag                    | 21,0975 km | Benard Kimeli 59:07 min           | Caroline Chepkoech Kipkirui 1:05:44 h |
| 07.04. | Vienna City Marathon Wien                 | 42,195 km  | Vincent Kipchumba 2:05:56 h       | Nancy Kiprop 2:22:09 h                |
| 07.04. | Istanbul-Halbmarathon Istanbul            | 21,0975 km | Benard Ngeno 59:56 min            | Ruth Chepngetich 1:05:30 h            |
| 07.04. | Rotterdam-Marathon Rotterdam              | 42,195 km  | Marius Kipserem 2:04:11 h         | Ashete Bekere 2:22:55 h               |
| 14.04. | Paris-Marathon Paris                      | 42,195 km  | Abrha Milaw 2:07:05 h             | Gelete Burka 2:22:47 h                |
| 15.04. | Boston-Marathon 2019 Boston               | 42,195 km  | Lawrence Cherono 2:07:57 h        | Worknesh Degefa 2:23:31 h             |
| 20.04. | Dongying-Marathon Dongying                | 42,195 km  | Felix Kimutai 2:09:23 h           | Afera Godfay Berha 2:22:41 h          |
| 21.04. | Yangzhou-Jianzhen-Halbmarathon Yangzhou   | 21,0975 km | Berehanu Tsegu 59:56 min          | Perine Nengampi 1:08:04 h             |
| 27.04. | Madrid-Marathon Madrid                    | 42,195 km  | Reuben Kiprop Kerio 2:08:18 h     | Shasho Insermu 2:26:24 h              |
| 28.04. | London-Marathon 2019 London               | 42,195 km  | Eliud Kipchoge 2:02:37 h          | Brigid Kosgei 2:18:20 h               |
| 28.04. | Gifu-Seiryū-Halbmarathon Gifu             | 21,0975 km | Amos Kurgat 1:00:34 h             | Ruth Chepngetich 1:06:06 h            |
| 05.05. | Prag-Marathon Prag                        | 42,195 km  | Al Mahjoub Dazza 2:05:58 h        | Lonah Chemtai Salpeter 2:19:46 h      |
| 19.05. | World 10K Bangalore Bangalore             | 10 km      | Andamlak Belihu 27:56 min         | Agnes Jebet Tirop 33:55 min           |
| 19.05. | Riga-Marathon Riga                        | 42,195 km  | Andualem Shiferaw 2:08:51 h       | Birke Debele 2:26:18 h                |
| 25.05. | Ottawa 10K Ottawa                         | 10 km      | Mohammed Ziani 28:12 min          | Dorcas Kimeli 31:09 min               |
| 26.05. | Ottawa-Marathon Ottawa                    | 42,195 km  | Albert Korir 2:08:03 h            | Tigist Girma 2:26:34 h                |
| 02.06. | Lanzhou-Marathon Lanzhou                  | 42,195 km  | Justus Kipkogei Kimutai 2:11:47 h | Workenesh Edesa 2:30:22 h             |
| 15.06. | Olmütz-Halbmarathon Olmütz                | 21,0975 km | Yassine Rachik 1:04:26 h          | Lilia Fisikowici 1:13:32 h            |
| 07.07. | Gold-Coast-Marathon Gold Coast            | 42,195 km  | Yūta Shitara 2:07:50 h            | Rodah Tanui 2:27:56 h                 |
| 28.07. | Bogotá-Halbmarathon Bogotá                | 21,0975 km | Tamirat Tola 1:02:35 h            | Ruth Chepngetich 1:10:39 h            |
| 25.08. | Mexiko-Marathon Mexiko-Stadt              | 42,195 km  | Duncan Maiyo 2:12:50 h            | Vivian Kiplagat 2:33:27 h             |
| 07.09. | Grand Prix von Prag Prag                  | 10 km      | Geoffrey Koech 27:02 min          | Sheila Chepkirui 29:57 min            |
| 08.09. | Taiyuan-Marathon Taiyuan                  | 42,195 km  | Marius Kimutai 2:09:43 h          | Belainesh Yami Gurmu 2:29:48 h        |
| 15.09. | Sydney-Marathon Sydney                    | 42,195 km  | Filex Kiprotich 2:09:49 h         | Stellah Barsosio 2:24:33 h            |
| 15.09. | Kopenhagen-Halbmarathon Kopenhagen        | 21,0975 km | Geoffrey Kamworor 58:01 min       | Birhane Dibaba 1:05:57 h              |
| 15.09. | Kapstadt-Marathon Kapstadt                | 42,195 km  | Edwin Kibet Koech 2:09:20 h       | Celestine Chepchirchir 2:26:44 h      |
| 21.09. | Ústí-Halbmarathon Ústí nad Labem          | 21,0975 km | Hendrik Pfeiffer 1:03:17 h        | Jess Piasecki 1:11:34 h               |
| 22.09. | Hengshui-Marathon Hengshui                | 42,195 km  | Aychew Bantie Dessie 2:08:51 h    | Marta Lema Megra 2:24:21 h            |
| 29.09. | Berlin-Marathon 2019 Berlin               | 42,195 km  | Kenenisa Bekele 2:01:41 h         | Ashete Bekere 2:20:14 h               |
| 13.10. | Chicago-Marathon 2019 Chicago             | 42,195 km  | Lawrence Cherono 2:05:45 h        | Brigid Kosgei 2:14:04 h               |
| 20.10. | Amsterdam-Marathon Amsterdam              | 42,195 km  | Vincent Kipchumba 2:05:09 h       | Degitu Azimeraw 2:19:26 h             |
| 20.10. | Portugal-Halbmarathon Lissabon            | 21,0975 km | Titus Ekiru 1:00:12 h             | Peres Jepchirchir 1:06:54 h           |
| 20.10. | Delhi-Halbmarathon Neu-Delhi              | 21,0975 km | Andamlak Belihu 59:10 min         | Tsehay Gemechu 1:06:00 h              |
| 20.10. | Toronto Waterfront Marathon Toronto       | 42,195 km  | Philemon Rono Cherop 2:05:00 h    | Magdalyne Masai 2:22:16 h             |
| 27.10. | Frankfurt-Marathon Frankfurt am Main      | 42,195 km  | Fikre Bekele 2:07:08 h            | Valary Aiyabei 2:19:10 h              |
| 27.10. | Ljubljana-Marathon Ljubljana              | 42,195 km  | Kelkile Gezahegn 2:07:29 h        | Bornes Chepkirui 2:21:26 h            |
| 27.10. | Valencia-Halbmarathon Valencia            | 21,0975 km | Yomif Kejelcha 59:05 min          | Senbere Teferi 1:05:32 h              |
| 03.11. | New-York-City-Marathon 2019 New York City | 42,195 km  | Geoffrey Kamworor 2:08:13 h       | Joyciline Jepkosgei 2:22:38 h         |
| 03.11. | Peking-Marathon Peking                    | 42,195 km  | Mathew Kipkoech Kisorio 2:07:06 h | Sutume Asefa Kebede 2:23:31 h         |
| 03.11. | Istanbul-Marathon Istanbul                | 42,195 km  | Daniel Kipkore Kibet 2:09:44 h    | Hirut Tibebu 2:23:40 h                |
| 03.11. | Hangzhou-Marathon Hangzhou                | 42,195 km  | Marius Kimutai 2:10:05 h          | Agnes Jeruto Barsosio 2:25:20 h       |
| 17.11. | Shanghai-Marathon Shanghai                | 42,195 km  | Paul Lonyangata 2:08:11 h         | Yebrgual Melese 2:23:19 h             |
| 30.11. | Singapur-Marathon Singapur                | 42,195 km  | Joshua Kipkorir 2:19:14 h         | Priscah Jepleting Cherono 2:28:54 h   |
| 01.12. | Valencia-Marathon Valencia                | 42,195 km  | Kinde Atanaw 2:03:51 h            | Roza Dereje 2:18:30 h                 |
| 01.12. | Fukuoka-Marathon Fukuoka                  | 42,195 km  | El Mahjoub Dazza 2:07:10 h        | –                                     |
| 08.12. | Guangzhou-Marathon Guangzhou              | 42,195 km  | Gebretsadik Abraha 2:08:04 h      | Hiwot Gebrekidan 2:23:50 h            |
| 15.12. | Shenzhen-Marathon Shenzhen                | 42,195 km  | Tadese Tola 2:10:13 h             | Belainesh Yami Gurmu 2:27:42 h        |
| 31.12. | San Silvestre Vallecana Madrid            | 10 km      | Bashir Abdi 27:47 min             | Katerine Tisalema 34:09 min           |

## Silber
| Datum  | Veranstaltung                          | Distanz    | Sieger                        | Siegerin                          |
| ------ | -------------------------------------- | ---------- | ----------------------------- | --------------------------------- |
| 20.01. | Houston-Marathon Houston               | 42,195 km  | Albert Korir 2:10:02 h        | Biruktayit Degefa 2:23:28 h       |
| 03.02. | Kagawa-Marugame-Halbmarathon Marugame  | 21,0975 km | Abdi Nageeye 1:00:24 h        | Betsy Saina 1:07:49 h             |
| 17.03. | Neu-Taipei-Marathon Neu-Taipeh         | 42,195 km  | Mathew Kipsaat 2:11:17 h      | Naomi Jepkogei 2:13:57 h          |
| 31.03. | Warschau-Halbmarathon Warschau         | 21,0975 km | Gilbert Masai 1:01:43 h       | Gladys Jeptepkeny 1:10:19 h       |
| 07.04. | Hannover-Marathon Hannover             | 42,195 km  | Silas Mwetich 2:09:27 h       | Racheal Jemutai Mutgaa 2.26:15 h  |
| 07.04. | Mailand-Marathon Mailand               | 42,195 km  | Titus Ekiru 2:04:46 h         | Vivian Jerono Kiplagat 2.22:25 h  |
| 07.04. | Daegu-Marathon Daegu                   | 42,195 km  | Felix Kiprotich 2:05:33 h     | Pamela Jepkosgei Rotich 2:28:10 h |
| 07.04. | Rom-Marathon Rom                       | 42,195 km  | Tebalu Zawude 2:08:37 h       | Megertu Alemu 2:22:52 h           |
| 14.04. | Orlen Warsaw Marathon Warschau         | 42,195 km  | Regasa Bejiga 2:09:42 h       | Sheila Jerotich 2:26:06 h         |
| 12.05. | Dalian-Marathon Dalian                 | 42,195 km  | Tsegaye Getachew 2:11:25 h    | Mulu Seboka 2:27:19 h             |
| 25.05. | Okpekpe 10km Road Race Okpekpe         | 10 km      | Dawit Fikadu 29:03 min        | Sheila Chelangat 33:13 min        |
| 15.09. | Minsk-Halbmarathon Minsk               | 21,0975 km | Afewerki Berhane 1:04:09 h    | Nina Savina 1:11:24 h             |
| 22.09. | Dam tot Damloop Amsterdam              | 10 Meilen  | Solomon Berihu 45:51 min      | Evaline Chirchir 50:32 min        |
| 06.10. | Cardiff-Halbmarathon Cardiff           | 21,0975 km | Leonard Langat 59:30 min      | Lucy Cheruiyot 1:08:20 h          |
| 06.10. | Košice-Marathon Košice                 | 42,195 km  | Hillary Kipsambu 2:09:33 h    | Kumeshi Sichala 2:26:01 h         |
| 13.10. | 20 km von Paris Paris                  | 20 km      | Enos Kales 58:29 min          | Naom Jebet 1:08:51 h              |
| 20.10. | Lissabon-Marathon Lissabon             | 42,195 km  | Andualem Shiferaw 2:06:00 h   | Sechale Dalasa 2:29:52 h          |
| 10.11. | Hefei-Marathon Hefei                   | 42,195 km  | Yihunilign Adane 2:10:06 h    | Ftaw Zeray 2:29:15 h              |
| 01.12. | 10K Valencia Trinidad Alfonso Valencia | 10 km      | Joshua Cheptegei 26:38 min    | Linn Nilsson 32:53 min            |
| 08.12. | Saitama-Marathon Saitama               | 42,195 km  | –                             | Peres Jepchirchir 2:23:50 h       |
| 15.12. | Bangsaen21 Halbmarathon Bang Saen      | 21,0975 km | Sisay Lemma 1:02:16 h         | Shitaye Eshete 1:11:11 h          |
| 15.12. | Kolkata 25K Kalkutta                   | 25 km      | Leonard Barsoton 1:13:05 h    | Gutemi Shone Imana 1:22:08 h      |
| 29.12. | Corrida de Houilles Houilles           | 10 km      | Daniel Simiu Ebenyo 27:12 min | Norah Jeruto 30:32 min            |

## Bronze
| Datum  | Veranstaltung                                          | Distanz    | Sieger                           | Siegerin                             |
| ------ | ------------------------------------------------------ | ---------- | -------------------------------- | ------------------------------------ |
| 13.01. | 10K Valencia Ibercaja Valencia                         | 10 km      | Chala Regasa 27:23 min           | Tsehay Gemechu 30:15 min             |
| 02.02. | Lagos-Marathon Lagos                                   | 42,195 km  | Sintayehu Legese 2:17:28 h       | Dinke Meseret 2:48:02 h              |
| 10.03. | Barcelona-Marathon Barcelona                           | 42,195 km  | Alemu Bekele 2:06:04 h           | Kuftu Tahir 2:24:44 h                |
| 17.03. | Gdynia-Halbmarathon Gdynia                             | 21,0975 km | Sondre Nordstad Moen 1:01:18 h   | Genet Gashie 1:12:05 h               |
| 24.03. | Wuxi-Marathon Wuxi                                     | 42,195 km  | Negawo Anake Dubre 2:10:21 h     | Tsehay Gebre Getiso 2:28:06 h        |
| 07.04. | Pjöngjang-Marathon Pjöngjang                           | 42,195 km  | Ri Kang-bom 2:11:19 h            | Ri Kwang-ok 2:26:58 h                |
| 07.04. | São-Paulo-Marathon São Paulo                           | 42,195 km  | Kimani Pharis Irungu 2:18:32 h   | Sifan Melaku Demise 2:26:03 h        |
| 07.04. | Kiew-Halbmarathon Kiew                                 | 21,0975 km | Bernard Chuiyot Sang 1:03:42 h   | Daisy Jeptoo Kimeli 1:10:52 h        |
| 07.04. | Madrid-Halbmarathon Madrid                             | 21,0975 km | Kipkemoi Kiprono 1:01:47 h       | Tigist Teshome Ayanu 1:10:08 h       |
| 14.04. | Wuhan-Marathon Wuhan                                   | 42,195 km  | Andrew Ben Kimtai 2:10:06 h      | Fantu Eticha Jimma 2:28:25 h         |
| 21.04. | Nagano-Marathon Nagano                                 | 42,195 km  | Jackson Kiprop 2:10:39 h         | Meskerem Hunde 2:33:32 h             |
| 28.04. | Krakau-Marathon Krakau                                 | 42,195 km  | Cyprian Kotut 2:09:18 h          | Viktoriya Khapilina 2:28:03 h        |
| 12.05. | Genf-Marathon Genf                                     | 42,195 km  | Bernard Too 2:09:47 h            | Josephine Chepkoech 2:29:13 h        |
| 19.05. | Kopenhagen-Marathon Kopenhagen                         | 42,195 km  | Jackson Kibet Limo 2:09:54 h     | Etalemahu Zeleke Habtewold 2:29:28 h |
| 19.05. | Kapstadt 12km Kapstadt                                 | 12 km      | Morris Gachaga 33:38 min         | Brillian Kiphoech 38:05 min          |
| 19.05. | Guangzhou 10K Guangzhou                                | 10 km      | Dawit Fikadu 29:53 min           | Sandrafelis Chebet Tuei 33:08 min    |
| 08.06. | Valencia 15K Valencia                                  | 15 km      | Abel Kipchumba 41:55 min         | Yimer Zeineba 46:52 min              |
| 15.06. | Corrida de Langueux Langueux                           | 10 km      | Emmanuel Bor 27:53 min           | Tesfaye Nigsti Haftu 32:00 min       |
| 22.06. | Vidovdan 10km Brčko                                    | 10 km      | Afewerki Berhane 29:07 min       | Karolina Nadolska 33:48 min          |
| 30.06. | 10 KM de Port-Gentil Port-Gentil                       | 10 km      | Abdallah Mande 27:35 min         | Sheila Chelangat 30:55 min           |
| 28.07. | Liupanshui-Marathon Liupanshui                         | 42,195 km  | Robert Kipkemboi 2:14:58 h       | Eunice Chumba 2:32:25 h              |
| 04.08. | Sunshine-Coast-Halbmarathon Sunshine Coast             | 21,0975 km | Kevin Batt 1:04:12 h             | Lisa Jane Weightman 1:04:48 h        |
| 22.09. | Porto-Halbmarathon Porto                               | 21,0975 km | Maxwell Rotich 1:01:14 h         | Antonina Kwambai 1:09:42 h           |
| 22.09. | Buenos-Aires-Marathon Buenos Aires                     | 42,195 km  | Evans Chebet 2:05:00 h           | Rodah Jepkorir 2:25:46 h             |
| 29.09. | 20 km von Marrakesch Marrakesch                        | 20 km      | Hamza Lamqartass 59:25 min       | Fatiha Asmid 1:08:10 h               |
| 06.10. | Singelloop Breda Breda                                 | 21,0975 km | Berhane Tesfay 1:03:07 h         | Naom Jebet 1:08:15 h                 |
| 13.10. | Bukarest-Marathon Bukarest                             | 42,195 km  | Hosea Kipkemboi 2:10:51 h        | Sophia Chesire 2:33:36 h             |
| 13.10. | Sofia-Marathon Sofia                                   | 42,195 km  | Hosea Tuei 2:15:59 h             | Hayelom Shegae 2:35:36 h             |
| 13.10. | Changzhou-Halbmarathon Changzhou                       | 21,0975 km | Taye Girma 1:02:45 h             | Fantu Jimma 1:11:46 h                |
| 13.10. | Durban 10K Durban                                      | 10 km      | Stephen Mokoka 28:12 min         | Sheila Chepkirui 30:55 min           |
| 20.10. | Posen-Marathon Posen                                   | 42,195 km  | Cosmas Kyeva 2:12:05 h           | Monika Stefanowicz 2:37:42 h         |
| 27.10. | Changsha-Marathon Changsha                             | 42,195 km  | Abdi Kebede 2:10:23 h            | Tigist Teshome 2:31:43 h             |
| 27.10. | Venedig-Marathon Venedig                               | 42,195 km  | Tesfaye Lencho Anbesa 2:10:49 h  | Judith Jeptum Korir 2:29:21 h        |
| 01.11. | La Corsa dei Santi Rom                                 | 10 km      | James Mburugu 29:04 min          | Sofiia Yaremchuk 33:01 min           |
| 03.11. | Porto-Marathon Porto                                   | 42,195 km  | Deso Gelmisa 2:09:08 h           | Gada Bontu Bekele 2:33:38 h          |
| 03.11. | Guadalajara-Marathon Guadalajara                       | 42,195 km  | Kiprotich Kirui 2:14:08 h        | Mamitu Daska 2:33:10 h               |
| 09.11. | Xichang-Marathon Xichang                               | 42,195 km  | Shume Tafa 2:14:56 h             | Aberash Demisse Korsa 2:40:43 h      |
| 10.11. | Nanchang-Marathon Nanchang                             | 42,195 km  | Stephen Kiplimo 2:09:54 h        | Melkam Gizaw 2:29:01 h               |
| 10.11. | Nanjing-Marathon Nanjing                               | 42,195 km  | Moses Kiptoo 2:13:04 h           | Bajartsogtyn Mönchdsajaa 2:35:40 h   |
| 17.11. | Kōbe-Marathon Kōbe                                     | 42,195 km  | Geofrey Kusuro 2:08:46 h         | Haruka Yamaguchi 2:27:39 h           |
| 17.11. | Boulogne-Billancourt-Halbmarathon Boulogne-Billancourt | 21,0975 km | Felix Kipkoech 1:00:12 h         | Nancy Jelagat 1:08:24 h              |
| 24.11. | Florenz-Marathon Florenz                               | 42,195 km  | Nigussie Sahlesilassie 2:10:14 h | Jess Piasecki 2:25:29 h              |
| 01.12. | Tunis-Marathon Tunis                                   | 42,195 km  | Bernard Sang 2:14:08 h           | Pauline Wangui 2:34:48 h             |
| 01.12. | Kunming-Marathon Kunming                               | 42,195 km  | Dereje Debele 2:13:18 h          | Mulu Seboka 2:32:54 h                |
| 01.12. | Libreville-Marathon Libreville                         | 42,195 km  | Alex Bartilol 2:19:50 h          | Leah Jerotich 2:43:17 h              |
| 15.12. | Taipei-Marathon Taipeh                                 | 42,195 km  | Kenneth Mburu Mungara 2:14:54 h  | Antonina Kwambai 2:31:27 h           |
| 15.12. | Málaga-Marathon Málaga                                 | 42,195 km  | Martin Cheruiyot 2:10:08 h       | Selamawit Getnet 2:27:56 h           |
| 31.12. | Corrida Internacional de São Silvestre São Paulo       | 15 km      | Kibiwott Kandie 42:59 min        | Brigid Kosgei 48:54 min              |
| 31.12. | BOclassic Bozen                                        | 10 km 5 km | Eyob Faniel 28:21 min            | Margaret Chelimo Kipkemboi 15:30 min |